# Корабски езера
Корабските езера (на македонска литературна норма: Корапски езера) са  ледникови езера в планината Кораб, по билото на която минава държавната граница между Северна Македония и Албания. Разположени са в циркусите, в изворните зони на реките, както и по склоновете на речните долини.
От Корабските езера в македонската част на планината има 8 постоянни и десет пресъхващи. В албанската част броят на езерата е по-малък; те са много по-големи и се намират в по-ниските части на планината.
Най-голямо по площ е Грамското езеро в албанската част на планината.
Най-високо е разположено езерото, намиращо се непосредствено под връх Голем Кораб, най-високия в планината. Корабското езеро (понякога наричано и Големо Корабско езеро) се намира се на 2470 m н.в. и е най-високо разположеното в Северна Македония. Дълго е 51 m и широко 20 m. Площта му е 800 кв.м. Дълбочината му е едва 20 cm.
Някои езера в македонската част на Кораб:
- Корабско езеро  (2470 m н.в.)
- Мало Корабско езеро (2310 m), в изворната област на Дълбока река. Дължина 50 m, широчина 35 m.
- Бачилски камен (1760 m), в изворната област на река Рибница, с площ 318 кв.м.
- Средното езеро (1680 m), под езерото Бачилски камен, с площ 350 кв.м.
- миниатюрно езерце с площ 30 кв.м, на 1620 m н.в. под по-горните езера
- Бабин камен (1810 m н.в.), в изворния дял на първия десен приток на река Рибница, с площ 277 кв м.